# Кюлюг Сибир
Кюлюг Сибир, наричан също Мохъдуо каган (на китайски: 莫賀咄可汗; на пинин: Mòhèduō kěhán), е каган на Западнотюркския каганат през 630 – 631 година.
Той изглежда е син на Тарду, последният каган на обединения Тюркски каганат, от рода Ашина. През 630 година, с помощта на клановете дулу, той отстранява и убива своя племенник, кагана Тун Ябгу, но среща съпротивата на съперничещите кланове нушиби. Те издигат за каган сина на Тун Ябгу Ирбис Болун.
Останал без подкрепа, през 631 година Кюлюг Сибир бяга на север към Алтай, но е заловен и убит от своите противници.